# Alessio Perilli
Alessio Perilli (Roma, 30 dicembre 1983 – Assen, 5 settembre 2004) è stato un pilota motociclistico italiano.

## Carriera
Perilli inizia la sua carriera da pilota professionista nel 2001, correndo nella Coppa Italia fino al 2003.
Nella stagione 2004 partecipa al campionato europeo superstock con il team DUCCI - I.T. Networks F.R., iniziando il campionato con una Honda CBR 1000RR per poi passare alla guida di una Yamaha YZF R1. Nelle sette gare di campionato a cui prese parte, la migliore posizione ottenuta in gara è stata la 14ª nel GP di Gran Bretagna.
Muore il 5 settembre 2004 all'età di 20 anni, in un incidente durante la gara ad Assen. Perilli cade quando mancavano due giri al termine della gara, che venne immediatamente fermata con una bandiera rossa. Al momento della caduta era 14º a 22 secondi dal gruppo di testa, posizione con cui Perilli viene anche classificato al termine della corsa, in quanto dopo la bandiera rossa la gara non venne ripresa. Nella dinamica dell'incidente, perde il controllo della sua moto, scivolando prima nella via di fuga, poi di nuovo sull'asfalto. Due piloti che lo seguivano da vicino sono riusciti ad evitarlo, mentre Ghisbert van Ginhoven l'ha travolto con la sua Ducati 999S. L'olandese è caduto a sua volta senza riportare conseguenze fisiche. I soccorsi sono stati immediati, ma il trasporto con l'elicottero all'ospedale di Assen è stato inutile.